# アジアン・ウィングス・エアウェイズ
アジアン・ウィングス・エアウェイズ（英：Asian Wings Airways）は、ミャンマーのヤンゴンを拠点とする航空会社。2011年1月27日に運行を開始した。ミャンマーの観光地へ定期便を飛ばしている。 
全日本空輸は2013年に、アジアン・ウィングス・エアウェイズの株式の約49％を取得すると発表した。出資額は2500万ドル（約25億円）。ミャンマーの民間航空会社への、海外の航空会社の初めての投資だった。しかし、2014年にANAはミャンマー国内での航空会社の競争激化を理由に投資を取りやめると発表した。

## 就航路線
2016年6月現在。 
- バモー - バモー空港
- ヘホ - ヘホ空港
- ホマリン - ホマリン空港
- カレー - カレーミョ空港
- チャイントン - チャイントン空港
- チャウピュー - チャウピュ空港
- ラーショー - ラーショー空港
- マンダレー - マンダレー国際空港（ハブ空港）
- モンユワ - モンユワ空港
- ミッチーナ - ミッチーナー空港
- タチレク - タチレク空港
- ヤンゴン - ヤンゴン国際空港（ハブ空港）

## 保有機材

### 運行機材
2021年8月現在。 
| 機材       | 運用機数 | 発注機数 | 備考 |
| ---------- | -------- | -------- | ---- |
| ATR 72-500 | 3        | 0        |      |
| 計         | 3        | 0        |      |

### 退役機材
- ATR 72-500（2013-2016）
- エアバスA321 （2012-2016）